# Antônio Teodoro dos Santos
Antônio Teodoro dos Santos (Senhor do Bonfim, 24 de março de 1916 - Senhor do Bonfim, 23 de outubro de 1981) foi um poeta de cordel e repentista brasileiro.
Trabalhou inicialmente como garimpeiro, de onde veio sua alcunha de Poeta Garimpeiro. Ganhou notoriedade depois que se fixou em São Paulo na década de 1950, quando passou a publicar seus folhetos pela editora Prelúdio. Até 1965 foi um dos principais autores da Prelúdio, e foi o representante de Senhor do Bonfim no Congresso de Trovadores de 1955.
Um dos primeiros cordelistas e trovadores a atuar em São Paulo, assim como outros pioneiros enfrentou grande preconceito por serem atividades ali consideradas marginais e próprias de gente ociosa. Foi autor de uma extensa lista de títulos, em que geralmente tematiza heróis e anti-heróis populares. Em sua produção podem ser destacados os folhetos Lampeão, o rei do cangaço, João Soldado: o valente que meteu o diabo em um saco e O twist no inferno, todos esses sucessos editoriais; Chico Mineiro, versão romanceada de uma canção sertaneja muito popular; O Jogador na igreja; Vida criminosa de Antônio Silvino; A Luta de Antônio Silvino com o Diabo; Maria Bonita, a mulher cangaço.
Sua obra mais conhecida é Vida e tragédia do Presidente Getúlio Vargas (1954), que vendeu 280 mil exemplares e o tornou famoso, e mereceu uma análise crítica de Raymond Cantel, diretor do Instituto de Estudos Portugueses e Brasileiros da Sorbonne. Segundo a pesquisadora Vilma Quintela, "dada a qualidade de sua produção, o autor merece ser distinguido como um mais expressivos lançados pela editora". É da mesma opinião o pesquisador José Carlos dos Santos, que disseː "Teodoro foi o grande nome dos primórdios do cordel na Prelúdio, tendo sido autor de muitos sucessos". Para Sheila Ribeiro do Carmo, ele foi um dos responsáveis pelo início da "era de ouro" do cordel no Sudeste.
Em 2010 foi homenageado pela Caravana do Cordel, movimento que divulga a poesia popular. Em 2018 o IPHAN incluiu Antônio Teodoro dos Santos no dossiê de registro da literatura de cordel como patrimônio cultural do Brasil, reconhecendo junto com outros sua contribuição à produção, difusão e continuidade histórica dessa literatura. É patrono da Cadeira 7 da Academia Alagoana de Literatura de Cordel.